# ناحیه بئر قصد علی
ناحیه بئر قصد علی (به عربی: دائرة بئر قصد علی) یک ناحیه در الجزایر است که در استان برج بوعریریج واقع شده‌است.